# アズ・アヴェンテューラス・デ・グイ&エストパ
『アズ・アヴェンテューラス・デ・グイ&エストパ』（原題：As Aventuras de Gui & Estopa）は、ブラジルカートゥーン ネットワークで2009年から放送されているFLASHアニメテレビシリーズ。ラテンアメリカでは、2013年12月2日にトゥーンキャストとBOOMERANGで放映された。
2010年に第2シーズンが発売された。2011年11月13日に第3シーズンが発売された。カートゥーン ネットワークで2015年9月7日に第1シーズンが発売された。BOOMERANG(現・カートゥーン ニト)で2021年4月に第5シーズンが発売された。

## あらすじ
グイとエストパのナンセンスな冒険、2匹の若い擬人化されたイヌと彼らの友達、クロケット、ピティブロ、フィフィヴェリーニャとリバルド。

## 登場人物

### 主要キャラクター
グイ "イギーニョ"（Gui "Iguinho"）
声：マリアナ・カルタビアーノ
主人公である雄ウエスト・ハイランド・ホワイト・テリア。彼も赤のキャップをかぶっています。
エストパ（Estopa）
声：エドゥアルド・ジャルディン
太った灰色の雄イヌとグイの親友。彼は足と手で黄色のスニーカーを身につけている。
クロケット・スパニエル（Cróquete Spaniel）
声：マリアナ・カルタビアーノ
茶色の雌イングリッシュ・コッカー・スパニエルとグイの彼女。彼女は黄色の首輪と2匹の黄色のボウを身につけている。
ピティブロ（Pitiburro）
声：エドゥアルド・ジャルディン
ベージュの雄ピットブルとグイの友人とライバル。彼は茶色の首輪とピンクのボンネットを身につけている。
ドナ・イギルダ（Dona Iguilda）
声：マリアナ・カルタビアーノ
グイの母。

### サブキャラクター
フィフィヴェリーニャ（Fifivelinha）
声：マリアナ・カルタビアーノ
紫の髪の少女。
リバルド "リバ"（Ribaldo "Riba"）
声：アーリー・カルドソ
灰色の雄ネズミ。彼はジーンズを身につけている。
ロケット・スパニエル（Róquete Spaniel）
声：マリアナ・カルタビアーノ
フランスのベージュの雌スパニエルとクロケットのいとこ。彼女は白のブーツ、白のスカート、紫のコートと紫のベレー帽を身につけている。

### その他
プロフェッサーラ・ジャララカ（Professora Jararaca）
声：リカルド・アイダル
雌ハララカ。
ピティベラ（Pitibela）
ピティブロの彼女。
ピットバリニャ（Pitbalinha）
ピティブロの弟。
ジャイミーニョ（Jaiminho）
雄ブタ。
ナードソン（Nerdson）
声：エドゥアルド・ジャルディン
グイの隣人。
イルマオザン（Irmãozão）
大きくて強いベージュの雄イヌ。
ジャスティン・ビベロ（Justin Bibelô）
黄色の雄鳥とジャスティン・ビーバーのパロディ。
リウィア（Lívia）
声：マリアナ・カルタビアーノ
タンの雌イヌ。
バーディー（Birdy）
赤の雄鳥。
ドクター・オスカー・トゥーン（Dr. Oscar Toon）
医者。
ジャック・ペ・ディカリー（Jack Pé D'Curry）
フランスのピンクの雄イヌ。
ビサー（Bisa）
グイの曽祖母。
ラファエル・チャカル（Rafael Chacal）
ラファエル・ナダルのパロディ。
ドトール（Doutor）
声：エドゥアルド・ジャルディン
医療クマ。
モニター（Monitor）
声：エドゥアルド・ジャルディン
茶色の雄イヌ。
セウ・ポルボ（Seu Polvo）
声：エドゥアルド・ジャルディン
赤の雄タコ。
ブロ（Burro）
声：エドゥアルド・ジャルディン
茶色の雄ロバ。
ティア・グラウシア（Tia Gláucia）
ベージュの雌イヌ。
パウリーニャ（Paulinha）
大きくて強いピンクの雌イヌ。